# Урбах, Отто
Отто Урбах (нем. Otto Urbach; 6 февраля 1871, Айзенах — 14 декабря 1927, Дрезден) — немецкий композитор, пианист, профессор.

## Биография
В 1886—1890 гг. учился в Веймарской оркестровой школе у Карла Мюллерхартунга и Бернхарда Ставенхагена. Получив стипендию Листовского общества, продолжил образование в Берлине под руководством Карла Клиндворта и Альберта Беккера и в Дрездене у Феликса Дрезеке, а затем, получив ещё одну стипендию, с 1893 года во Франкфурте-на-Майне у Энгельберта Хумпердинка.
Во Франкфурте завершил комическую оперу «Мельник из Сан-Суси» (нем. Der Müller von Sanssouci), впервые поставленную в этом городе 23 апреля 1896 года, а годом позже с успехом представленную в отрывках на летней сцене в Киссингене. В 1896—1898 гг. музыкальный ассистент слабовидящего принца Александра Фридриха Гессен-Кассельского. После этого обосновался в Дрездене: в 1898—1920 гг. преподавал в Дрезденской консерватории, с 1911 г. профессор, затем до конца жизни руководил собственной музыкальной школой.
Написал также увертюру «Восхождение» (нем. Die Bergfahrt), струнный квартет, духовой септет, множество салонной фортепианной музыки, марши, песни.